# Rifu
Rifu (利府町, Rifu-machi) est un bourg du district de Miyagi, dans la préfecture de Miyagi, au Japon.

## Géographie

### Situation
Rifu est situé dans le centre de la préfecture de Miyagi, au bord de l'océan Pacifique.

### Municipalités limitrophes
| Taiwa  | Ōsato  | Matsushima      |
| Tomiya | Rifu   | océan Pacifique |
| Sendai | Tagajō | Shiogama        |

### Démographie
Au 1er novembre 2013, la population de Rifu s'élevait à 35 284 habitants répartis sur une superficie de 788 km2. En juillet 2024, elle était de 35 816 habitants.

### Climat
Rifu a un climat subtropical humide caractérisé par des étés chauds et humides, et des hivers froids. La température moyenne annuelle est de 12,1 °C. La pluviométrie annuelle moyenne est de 1 413 mm, juin étant le mois le plus humide.

## Histoire
Le village moderne de Rifu a été créé le 1er juin 1889. Rifu obtient le statut de bourg le 1er octobre 1967.

## Sports
Le stade de Miyagi se trouve à Rifu.

## Transports
Rifu est desservi par les lignes Tōhoku et Senseki de la JR East.

## Jumelage
Rifu est jumelé avec Lifou en Nouvelle-Calédonie.